# Prato-Tires
Prato-Tires (wł. Stazione di Prato-Tires, niem: Bahnhof Blumau-Tiers) – stacja kolejowa w Völs am Schlern, w prowincji Bolzano, w regionie Trydent-Górna Adyga, we Włoszech. Znajduje się na linii Werona – Innsbruck. Obsługiwała również gminę Tiers.
Stacja jest nieczynna od 1999, kiedy to wybudowano linię o innym przebiegu.

## Linie kolejowe
- Werona – Innsbruck